# フェラーリ・250
フェラーリ・250は、イタリアの自動車メーカー、フェラーリが1953年から1964年にかけて生産した自動車である。

## 概要

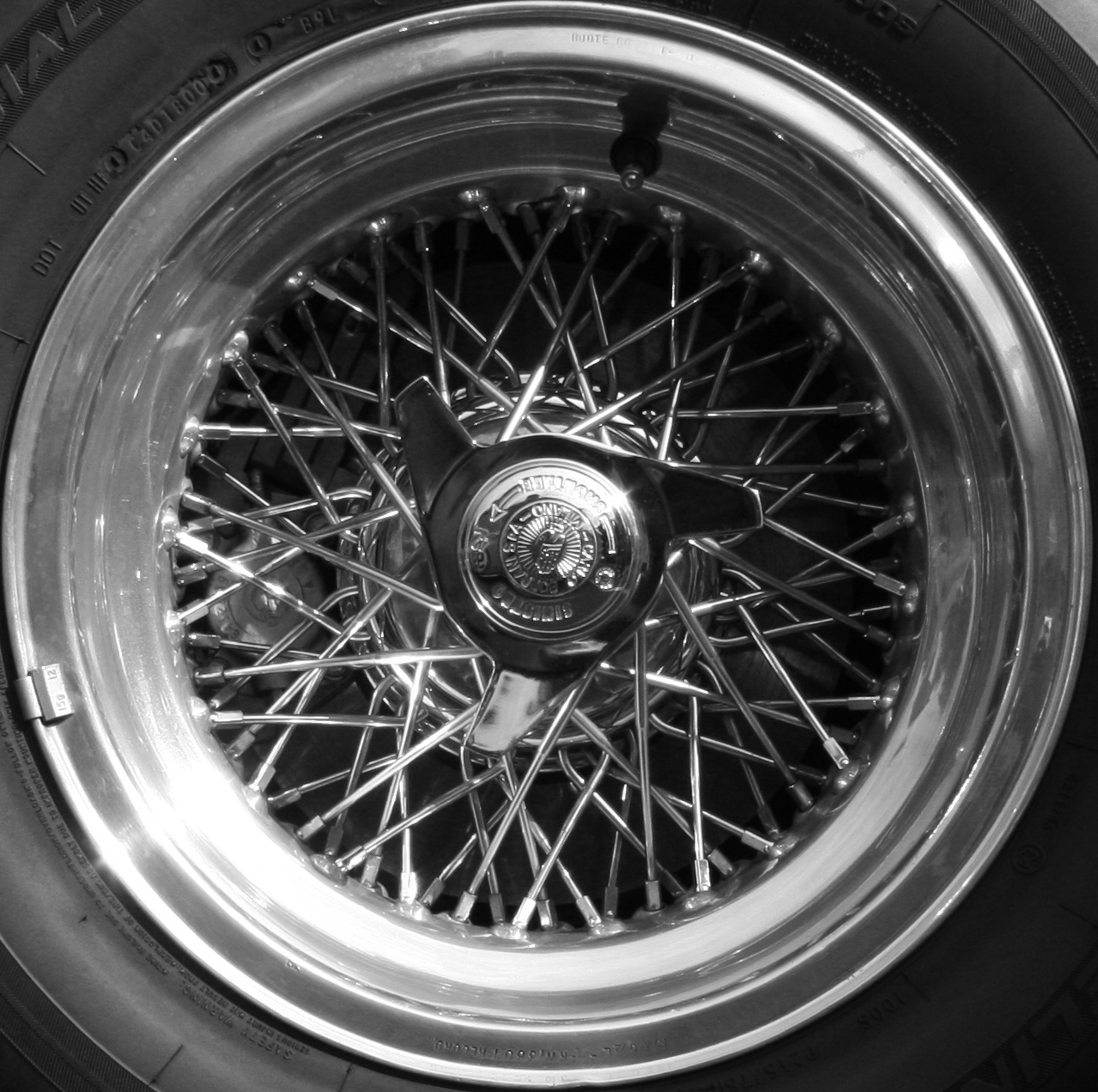
ノックオフハブ付きセンターロック式 ボラーニワイヤーホイール

初期のフェラーリでレーシング、GT モデル(ロードカー)共に大きな成功を収めたモデルで、GTモデルは2,400mmのショートホイールベース(Passo Corto/SWB)と2,600mmのロングホイールベース(Passo Lungo/LWB)があり、ほとんどのコンバーチブルモデルはSWBであった。
エンジンはほとんど全てのモデルに共通で、コロンボ ティーポ (Tipo) 125 V型12気筒2,963ccが搭載された。

## レーシングモデル
- 250 S

250最初のモデルは、1952年のミッレミリアに参戦した「250S ベルリネッタ・プロトタイプ」 で、Giovanni BraccoとAlfonso Rolfoに委ねられ、ライバルであったRudolf Caracciola、Hermann Lang、Karl Klingらが駆るメルセデス・ベンツ・300SLレーシングに長い直線などでは遅れを取ったが、上り坂やコーナー・セクションで好走し、最終的に優勝を勝ち取った。この車は後にル・マン24時間レースとカレラ・パナメリカーナ・メヒコにも参戦した。
この250Sは、"Tuboscocca"という名の格子型チューブラー・フレームを持ち、ホイールベースは2250mmで、フロントはダブルウィッシュボーン式サスペンション、リアはライブアクスルでダブルの縦置きリーフスプリングが組み合わされていた。ブレーキは総輪ドラム式で、ステアリングはウォームアンドセクタ型が標準であった。エンジンは、ドライサンプでウェーバー36DCFキャブレターが組み合わせられ230PSを発揮した。トランスミッションは5速MT。
- 250MM
- 250モンツァ
- 250TR
- 250GTO
- 250P
- 250LM

## 250エクスポート/ヨーロッパ
- 250エクスポート
- 250ヨーロッパ

## グランツーリスモ

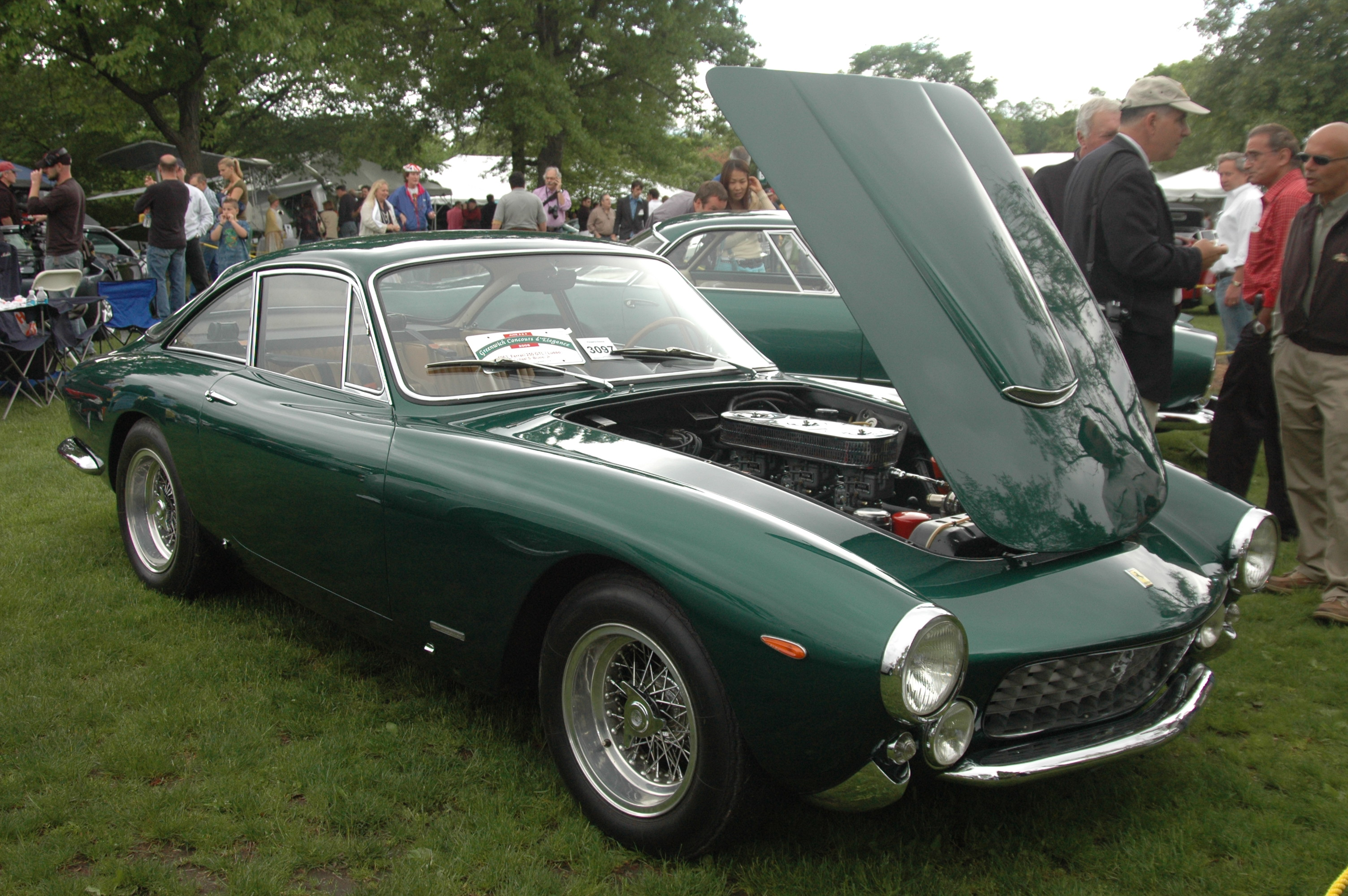
1963年、250GTルッソ

レーシングカーとして成功をしていた250シリーズだが、後に下記のような数々のGTモデル(公道仕様)も作られこちらも成功を収めた。
- 250ヨーロッパGT
- 250GTボアノ/エレナ
- 250GTベルリネッタ  ツール・ド・フランス
- 250GTカブリオレピニンファリーナ シリーズI
- 250GTスパイダーカリフォルニアLWB
- 250GTクーペピニンファリーナ
- 250GTカブリオレピニンファリーナシリーズII
- 250GTベルリネッタSWB
- 250GTスパイダーカリフォルニアSWB
- 250GTE
- 250GTルッソ
- 330アメリカ